# Vrilletta fulvolineata
Vrilletta fulvolineata är en skalbaggsart som först beskrevs av Maurice Pic 1903.  Vrilletta fulvolineata ingår i släktet Vrilletta och familjen trägnagare. Inga underarter finns listade i Catalogue of Life.